# Theonoe sola
Theonoe sola är en spindelart som beskrevs av Thaler och Steinberger 1988. Theonoe sola ingår i släktet Theonoe och familjen klotspindlar. Inga underarter finns listade i Catalogue of Life.